# بيليانا كرفينكوسكا
بيليانا كرفينكوسكا مواليد 6 سبتمبر 1983 في سكوبيه، جمهورية مقدونيا، هي لاعبة كرة يد مقدونية. مثلت منتخب مقدونيا لكرة اليد للسيدات.

## سجل المنافسة
شاركت في البطولات التالية:
- بطولة أوروبا لكرة اليد للسيدات 2012

## روابط خارجية
- بيليانا كرفينكوسكا على موقع الاتحاد الأوروبي لكرة اليد (الإنجليزية)